# Dom
Dom (o Domba) es un término en sánscrito utilizado en la literatura india de élite para referirse a un grupo étnico que se encuentra en diversas zonas de India, Sri Lanka y Pakistán. Por lo general son una casta segregada con respecto al resto de la comunidad. El término puede ser utilizado como un sinónimo para chandala, que es la acepción más popular del término.

## Origen de la palabra dom
En el sistema internacional de transliteración IAST se escribe ḍoma.
Hay quienes afirman que la palabra ḍombī es de origen munda, que es un idioma indio pre-védico.
Lo que se presume que sería su raíz, ḍom, estaría conectada con el tambor ya que los términos en sánscrito para tambor son damara y damaru. Aunque también se ha indicado que podría estar relacionada con la palabra tamil itumpi, que es un prankster. En ambas teorías tanto la palabra como su grupo étnico se remontarían a orígenes pre-indo-arios.

## Orígenes étnicos
El término ḍom o ḍomba es ampliamente utilizado en la literatura india hinduista y budista para referirse a un pueblo segregado y esclavizado. Las mujeres ḍomba o ḍombii desempeñaban un rol importante en las prácticas tántricas, ya que —debido a su bajo estatus social— eran elegidas como compañera sexual.
Actualmente existen varios miles de personas en la India que utilizan diversos dialectos regionales, tales como domaki, dombo, domra, domaka, dombar, dommara y domba. En la India occidental, en las provincias de Majarastra y Guyarat, se los llama domba o domari, lo cual es muy similar al nombre usado en el Medio Oriente. Estudios de denominaciones toponímicas muestran que han dejado marca de su paso por toda la India y partes de Sri Lanka.
Es tema de debate si todos los grupos sociales que son designados por nombres similares están relacionados o se originan en este tronco antiguo. Es más probable que sea un término que es utilizado para referirse a pueblos con estilos de vida similares en distintos puntos de la India y Pakistán.
Actualmente algunos pueblos son sedentarios mientras que otros conservan un estilo de vida nómada junto con otros pueblos tribales como los banjara y lambani. Algunos ḍoma nómades de la India se diferencian de la población local del área en la que residen por sus vestimentas. Las mujeres nómades ḍomba por lo general se visten con vestidos en tonos vivos en azul y rojo, y se adornan con un gran número de gruesas pulseras que llegan a cubrirles la totalidad de los brazos, esta práctica está muy extendida en grupos étnicos de Rajasthan.